# Acalolepta brunnea
Acalolepta brunnea es una especie de escarabajo longicornio del género Acalolepta, tribu Monochamini, subfamilia Lamiinae. Fue descrita científicamente por Breuning en 1955.
Se distribuye por Vietnam. Mide aproximadamente 10 milímetros de longitud. El período de vuelo de esta especie ocurre en los meses de abril y mayo.